# Mononoke
Mononoke (物の怪) são espíritos vingativos (onryō), espíritos mortos (shiryō), espíritos vivos (ikiryō) ou espíritos na literatura clássica japonesa e na religião popular que faziam coisas como possuir indivíduos e fazê-los sofrer, causar doenças ou até mesmo causar a morte. Também é uma palavra às vezes usada para se referir a yōkai ou henge ("seres transformados").